# Lista de aeronaves em serviço nas Forças Armadas da Itália

Brasão das Forças Armadas da Itália

O artigo lista as aeronaves militares atualmente em serviço pelos ramos das Forças Armadas Italianas, incluindo a Arma dos Carabineiros.

## Aeronautica Militare
| Aeronave                                              | Origem                                    | Função                                                | Versão (denominação local)                                             | Em serviço (2016) | Notas | Imagem        |
| Aviões de combate                                     |                                           |                                                       |                                                                        |                   | |               |
| Eurofighter EF-2000 Typhoon                           | Reino Unido · Alemanha · Itália · Espanha | Caça interceptadorconversão operativa                 | F-2000ATF-2000A                                                        | 73 12             | Ordem expressa de 96 exemplares (82 monopostos + 14 bipostos), dos quais o 500° exemplar produzido constitui o 74° monoposto entregue a AM(Aeronautica Militare). Um F-2000A (MM7278/RS-23) pertence ao Reparto Sperimentale di Volo se chocou contra o mar em 24 de setembro de 017 ao largo de Terracina durante uma exibição, o piloto morreu. |               |
| Lockheed Martin F-35 Lightning II                     | Estados Unidos                            | caça-bombardeirocaça-bombardeiro VSTOL                | F-35A F-35B                                                            | 90                | Previsão de 75 aeronaves, 60 da versão A e 15 da versão B(mais 15 F-35B da Marina Militare, totalizando 90 F-35 em poder da itália). A Itália tem um programa para a aquisição de 60 F-35 até o final de 2027. O primeiro exemplar foi entregue a Aeronautica Militare em 3 de dezembro de 2015. |               |
| Panavia A-200 Tornado                                 | Reino Unido · Alemanha · Itália           | caça-bombardeiroGuerra eletrônica conversão operativa | A-200C Tornado IDS it-MLU EA-200B Tornado ECR it-MLUTA-200C IDS it-MLU | 38153             | Dos 99 exemplares que entraram em serviço em 1982, 58 exemplares sobreviventes estão modernizados ao padrão it-MLU RET.8 Em 19 de agosto de 2014, duas aeronaves do sexto stormo de Ghedi, pertencentes ao primeiro lote modernizado foram perdidos em Ascoli Piceno pela colisão que causou a morte de 4 pilotos. A frota de Tornados será substituída pelos Lockheed Martin F-35 Lightning II |               |
| AMX International A-11 Ghibli                         | Itália · Brasil                           | avião de ataqueconversão operativa                    | A-11B ACOL TA-11B ACOL                                                 | 43 10             | modernizados ao padrão ACOL, as máquinas prestam serviço ao 51º Stormo de Istrana |               |
| Aeronaves AEW e de emprego especial                   |                                           |                                                       |                                                                        |                   | |               |
| Gulfstream G550 CAEW                                  | Israel                                    | AEW guerra eletrônica                                 | G550 CAEW                                                              | 2                 | |               |
| Beechcraft King Air 350                               | Estados Unidos                            | SIGINT                                                | King Air 350 ER                                                        | 1                 | Um exemplar pego através de aluguel, que por sua vez substitui o Lockheed Martin AML Dragon Star que também foi conseguido por aluguel. |               |
| Aeronaves de patrulha marítima                        |                                           |                                                       |                                                                        |                   | |               |
| Leonardo Velivoli "P-72 Surveyor"                     | Itália · França                           | Aeronave de patrulha marítima                         | P-72A                                                                  | 2                 | 4 ATR 72 MP ordenados com entregas que serão completadas em 2017. O veículo é caracterizado com sistema de missão ATOS (Airborne Tactical Observation and Surveillance), radar com antena ativa e escaneamento eletrônico (AESA) SEASPRAY 7300E, de uma torreta eletro-óptica de rastreamento em infravermelho da bersagli Flir Systems STAR SAFIRE HD e de uma suíte de autodefesa eletrônica que compreende chaff e flares, Missile Warning System, Lser Warning System e Radar Warning System. O P-72A é, enfim, dotado de predisposições para adotar armamento para a guerra anti-submarina. |               |
| Veículos aéreos não tripulados - UAV(sigla do inglês) |                                           |                                                       |                                                                        |                   | |               |
| General Atomics MQ-1 Predator                         | Estados Unidos                            | veículo aéreo não tripulado                           | MQ-1A+                                                                 | 7                 | Um foi perdido em um incidente no Mar Adriático em janeiro de 2010. Mais dois exemplares foram entregues em 22 de dezembro de 2015. Não são armados. |               |
| General Atomics MQ-9 Reaper                           | Estados Unidos                            | veículo aéreo não tripulado                           | MQ-9B                                                                  | 6                 | 6 exemplares em serviço em agosto de 2016 (4 ordenados em 2008 e 2 em 2009), que virão armados depois da decisão dos EUA de consentir com a Itália e o Reino Unido armarem os seus drones. |               |
| Aeronaves de treinamento                              |                                           |                                                       |                                                                        |                   | |               |
| Alenia Aermacchi MB-339                               | Itália                                    | Aeronave de treinamento intermediário                 | MB-339PAN T-339A T-339CD                                               | 14 34 29          | Os MB-339PAN são usados pela Pattuglia Acrobatica Nazionale. 30 MB-339 ordenados em 1995."PRIMO MB-339CD RICONFIGURATO PER L'AERONAUTICA MILITARE ITALIANA" [ligação inativa], su aeromedia.it, 8 ottobre 2008, URL consultato il 24 ottobre 2016.</ref> Em 2016 restaram em serviço 29, enquanto um foi perdido em um incidente em junho de 2004. |               |
| Alenia Aermacchi T-346 Master                         | Itália                                    | Aeronave de treinamento avançado                      | T-346A                                                                 | 18                | São 18 T-346A ligados ao 61 Stormo. |               |
| Leonardo Velivoli T-345                               | Itália                                    | Aeronave de treinamento intermediário                 | T-345 HET                                                              | 0                 | 5 ordenados em 13 de janeiro de 2017. Prevê a aquisição de 45 veículos. |               |
| Alenia Aermacchi SF-260                               | Itália                                    | Aeronave de treinamento básico                        | T-260EA                                                                | 30                | 30 novos SF-260EA, entregues a partir de 4 de agosto de 2015, para substituir os velhos SF-260AM em serviço desde 1976. |               |
| Tecnam P2006T                                         | Itália                                    | Aeronave de treinamento plurimotor                    | T-2006A                                                                | 3                 | Os exemplares foram entregues em 5 de julho de 2016. Servem no 70º Stormo de Latina, propedêuticos para a formação inicial de pilotos militares destinados as linhas de veículos convencionais. |               |
| Piaggio P180 Avanti                                   | Itália                                    | Aeronave de treinamento plurimotor                    | T-180A                                                                 | 4                 | 4 utilizados no CAE-MC (Centro addestramento Equipaggi-Multi Crew) em Pratica di Mare para obtimento de patente de pilotos militares em linha convencional (plurimotores) |               |
| Aeronaves de reabastecimento em voo                   |                                           |                                                       |                                                                        |                   | |               |
| Boeing KC-767                                         | Estados Unidos                            | reabastecimento em voo                                | KC-767                                                                 | 4                 | 4 ordenados. |               |
| Aeronaves de transporte                               |                                           |                                                       |                                                                        |                   | |               |
| Lockheed Martin C-130J Super Hercules                 | Estados Unidos                            | Aeronave de transporte                                | C-130J C-130J-30                                                       | 10                | Dos 22 exemplares ordenados em 1997 (12 C-130J e 10 C-130J-30), 6 da versão standart podem ser reconfigurados para a versão de reabastecimento aéreo KC-130J Um exemplar da versão standart foi destruído em um incidente em 23 de novembro de 2009. |               |
| Alenia C-27J Spartan                                  | Itália                                    | Aeronave de transporte aéreo tático                   | C-27J                                                                  | 12                | 3 C-27J podem ser transformados na versão MC-27J Praetorian. 1 EC-27J "JEDI" para a guerra eletrônica. |               |
| Airbus A340                                           | União Europeia                            | Aeronave de transporte VIP                            | A340-541                                                               | 1                 | Ordenado em 2015. É utilizado para o transporte dos encarregados dos maiores cargos do estado. | senza_cornice |
| Airbus A319CJ                                         | União Europeia                            | Aeronave de transporte VIP                            | VC-319A                                                                | 2                 | Inicialmente 4, o primeiro foi vendido a Turquia. Dos três restantes, um exemplar de março de 2015 está em espera para ser leiloado pelo Ministério da Defesa. |               |
| Dassault Falcon 50                                    | França                                    | Aeronave de transporte                                | VC-50A                                                                 | 2                 | |               |
| Dassault Falcon 900                                   | França                                    | Aeronave de transporte                                | VC-900A                                                                | 3                 | Dos 5 exemplares do inventário, 2 estão fora de serviço aguardando venda pelo ministério da defesa. |               |
| Piaggio P180 Avanti                                   | Itália                                    | Aeronave de transporte VIP                            | VC-180AVC-180B                                                         | 112               | Utilizado em teste para a obtenção de licença de piloto militar nas linhas convencionais (plurimotores). |               |
| Siai-Marchetti S-208                                  | Itália                                    | aeronave de ligação                                   | U-208M                                                                 | 20                | Utilizado também para a triagem atitudinal de pilotos estudantes. |               |
| Helicópteros                                          |                                           |                                                       |                                                                        |                   | |               |
| Agusta AB.212                                         | Itália · Estados Unidos                   | SAR                                                   | HH-212                                                                 | 33                | Sendo substituído pelos AgustaWestland AW-139 |               |
| AgustaWestland HH-101Caesar                           | Itália · Reino Unido                      | SAR                                                   | HH-101A                                                                | 6                 | Em produção até atingir 12 exemplares com opção para mais 3 ainda não exercitada. O primeiro lote deles foi entregue em 2017 (6 helicópteros).. O primeiro exemplar se tornou operativo em 25 de fevereiro de 2016 em Cervia (Ravenna), sede do 15º Stormo. |               |
| AgustaWestland HH-139                                 | Itália · Reino Unido                      | SAR                                                   | HH-139A                                                                | 12                | 12 |               |
| AgustaWestland VH-139                                 | Itália · Reino Unido                      | Helicóptero de transporte VIP                         | VH-139A                                                                | 4                 | 2 estão em cargo do Departamento da Defesa Civil e são utilizados na fase avançada de treinamento de pilotos militares. |               |
| Breda Nardi NH 500                                    | Itália · Estados Unidos                   | Helicóptero utilitário Treinamento                    | TH 500E                                                                | 49                | Utilizado na fase intermediária da obtenção de patente de pilotos militares nas linhas de helicópteros da Aeronautica Militare e para a obtenção de licença de piloto de helicóptero por outras forças armadas e corpos do estado. |               |
| Outras aeronaves                                      |                                           |                                                       |                                                                        |                   | |               |
| G 103 Twin Astir                                      | Alemanha                                  | Planador de treinamento                               | G 103                                                                  | 9                 | |               |
| LAK-17                                                | Lituânia                                  | Planador de treinamento                               | LAK-17                                                                 | 2                 | |               |
| Nimbus-4                                              | Alemanha                                  | Planador de treinamento                               | Nimbus-4DM                                                             | 2                 | |               |

## Aviação do Exército Italiano

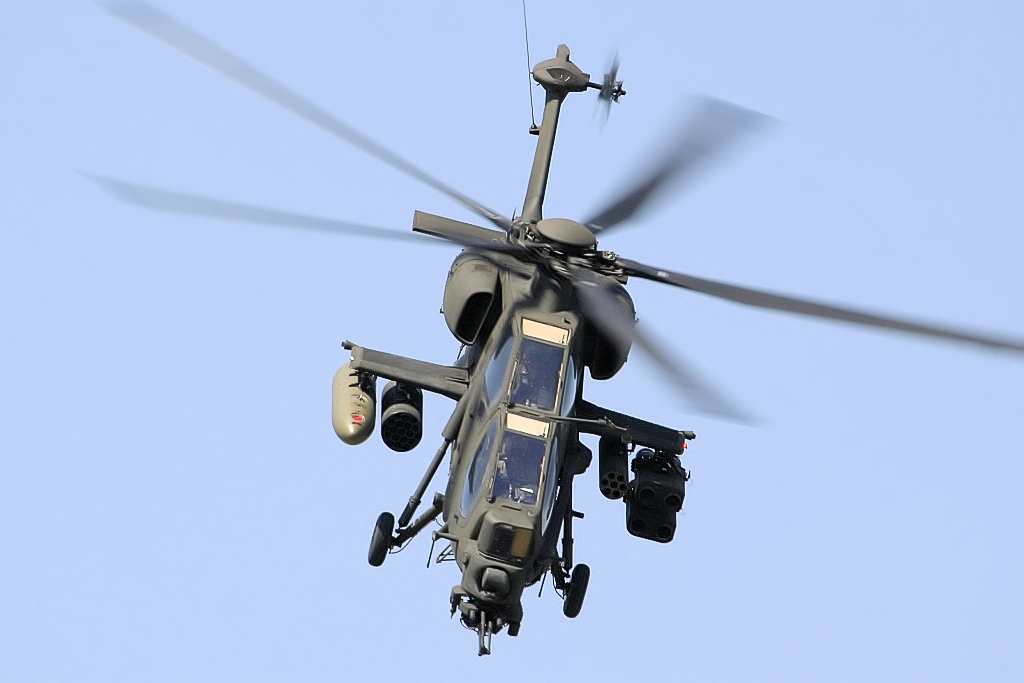
Um Mangusta em exibição aérea no RIAT 2005

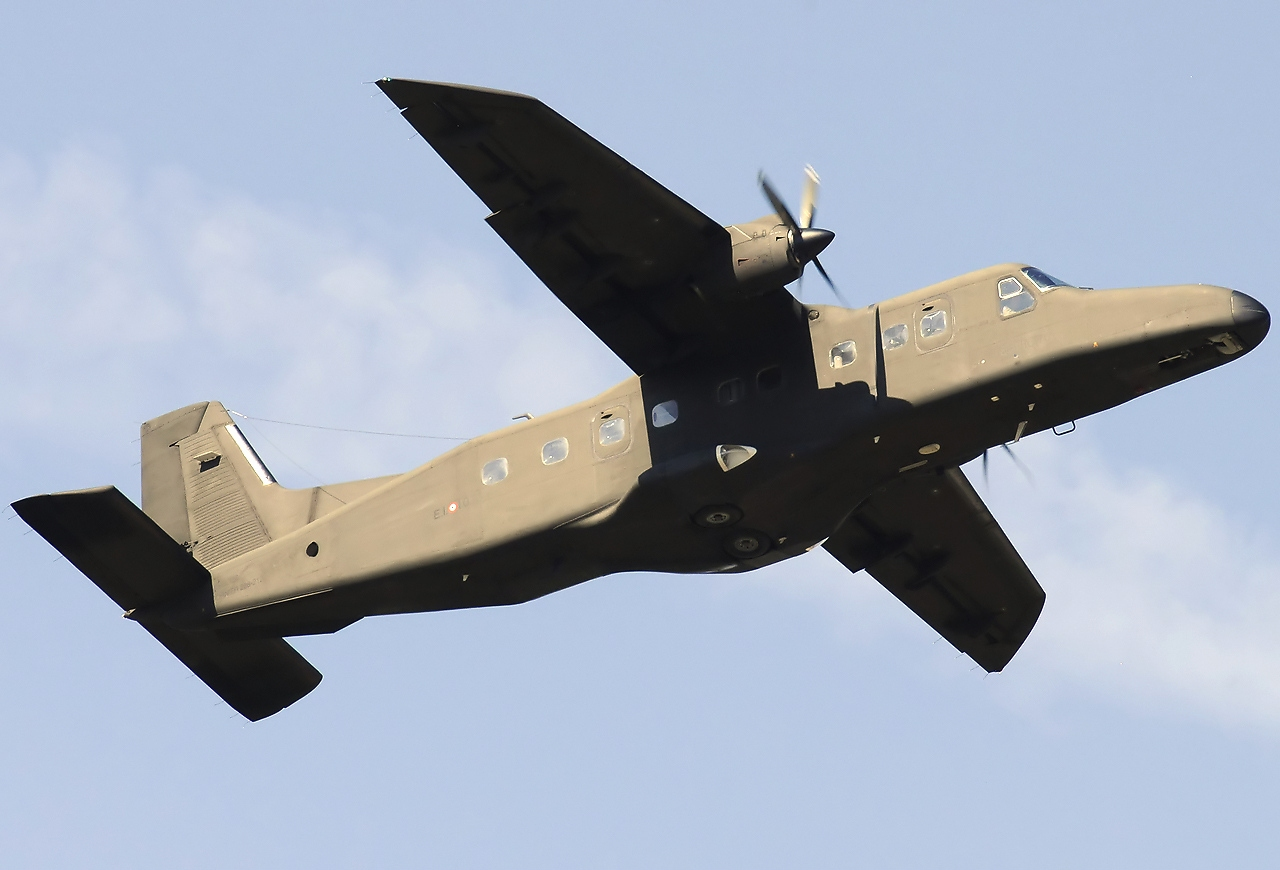
Um Dornier Do-228 do Exército Italiano

| Aeronave                | Origem                  | Tipo                    | Variante                | Quantidade              | Notas                                                               |                         |
| Aeronaves de transporte | Aeronaves de transporte | Aeronaves de transporte | Aeronaves de transporte | Aeronaves de transporte | Aeronaves de transporte                                             | Aeronaves de transporte |
| ----------------------- | ----------------------- | ----------------------- | ----------------------- | ----------------------- | ------------------------------------------------------------------- | ----------------------- |
| Piaggio P.180           | Itália                  | transporte              |                         | 3                       |                                                                     |                         |
| Dornier Do 228          | Alemanha                | transporte              |                         | 3                       | Aeronave capaz de voo STOL                                          |                         |
| Helicóptero             |                         |                         |                         |                         |                                                                     |                         |
| Agusta A129             | Itália                  | ataque                  |                         | 32                      |                                                                     |                         |
| Agusta Bell 206         | Itália                  | Utilitário              |                         | 32                      |                                                                     |                         |
| Agusta Bell 205         | Itália                  | Utilitário              |                         | 58                      |                                                                     |                         |
| Agusta-Bell 412         | Estados Unidos          | Utilitário/CASEVAC      |                         | 21                      | Produzido sob licença pela Agusta                                   |                         |
| Agusta-Bell 212         | Estados Unidos          | Utilitário              |                         | 9                       | Produzido sob licença pela Agusta                                   |                         |
| CH-47 Chinook           | Estados Unidos          | transporte              | CH-47C/F                | 24                      | 3 mais em ordem - Produzido sob licença pela Elicotteri Meridionali |                         |
| NHIndustries NH90       | França/ Itália          | Utilitário/ transporte  |                         | 36                      | 23 mais em ordem                                                    |                         |
| AgustaWestland AW109    | Itália                  | Utilitário/batedor      |                         | 15                      |                                                                     |                         |
| UAV                     |                         |                         |                         |                         |                                                                     |                         |
| AAI RQ-7 Shadow         | Estados Unidos          | Vigilância              |                         | 16                      | 4 mais TUAS ordenados em 2010                                       |                         |

### Aviação Naval Italiana

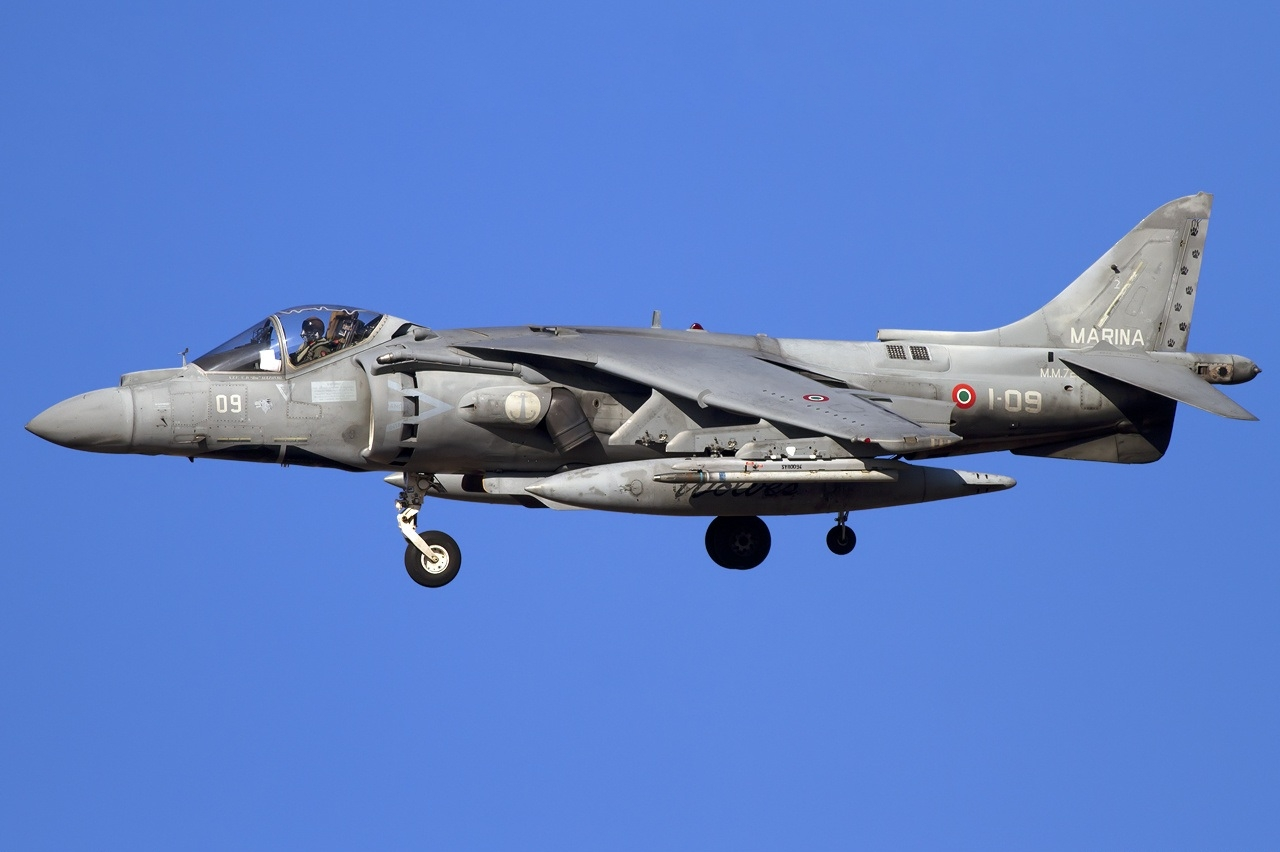
Um AV-8B Harrier II+ da Itália

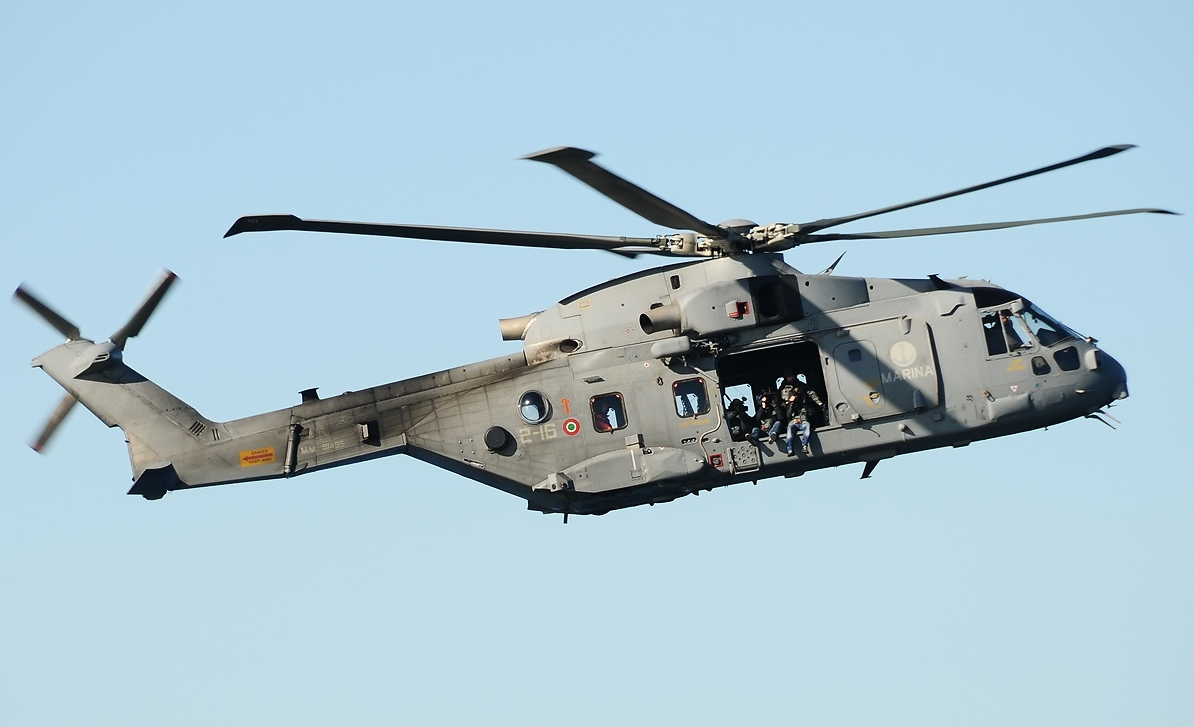
Um AW101 sobre o porta-aviões Cavour

| Aeronave                 | Origem               | Tipo                 | Variante             | Quantidade           | Notas                             |                      |
| Aeronaves de combate     | Aeronaves de combate | Aeronaves de combate | Aeronaves de combate | Aeronaves de combate | Aeronaves de combate              | Aeronaves de combate |
| ------------------------ | -------------------- | -------------------- | -------------------- | -------------------- | --------------------------------- | -------------------- |
| AV-8B Harrier II         | Estados Unidos       | Ataque ao solo       | AV-8B+               | 14                   | Aeronave capaz de voo V/STOL      |                      |
| F-35 Lightning II        | Estados Unidos       | multifunção          | F-35B                | 1                    | 14 mais em ordem                  |                      |
| Aeronaves de transporte  |                      |                      |                      |                      |                                   |                      |
| Piaggio P.180            | Itália               | transporte           |                      | 3                    |                                   |                      |
| Helicóptero              |                      |                      |                      |                      |                                   |                      |
| SH-3 Sea King            | Estados Unidos       | ASW / ASuW           | ASH-3D/H             | 7                    | Produzido sob licença pela Agusta |                      |
| Agusta-Bell 212          | Itália               | ASW / Utilitário     |                      | 32                   | Produzido sob licença pela Agusta |                      |
| NHIndustries NH90        | União Europeia       | ASW / Transporte     | NFH /TTH             | 24                   | 22 mais em ordem                  |                      |
| AgustaWestland AW101     | Reino Unido / Itália | VERTREP / SAR        |                      | 19                   | 4 dedicados a AEW                 |                      |
| Aeronaves de treinamento |                      |                      |                      |                      |                                   |                      |
| AV-8B Harrier II         | Estados Unidos       | Ataque ao solo       | AV-8B                | 1                    | Aeronave capaz de voo V/STOL      |                      |
| UAV                      |                      |                      |                      |                      |                                   |                      |
| Camcopter S-100          | Áustria              | Vigilância           |                      | 2                    |                                   |                      |
| Boeing Insitu ScanEagle  | Estados Unidos       | Vigilância           |                      | 10                   |                                   |                      |

### Arma dos Carabineiros

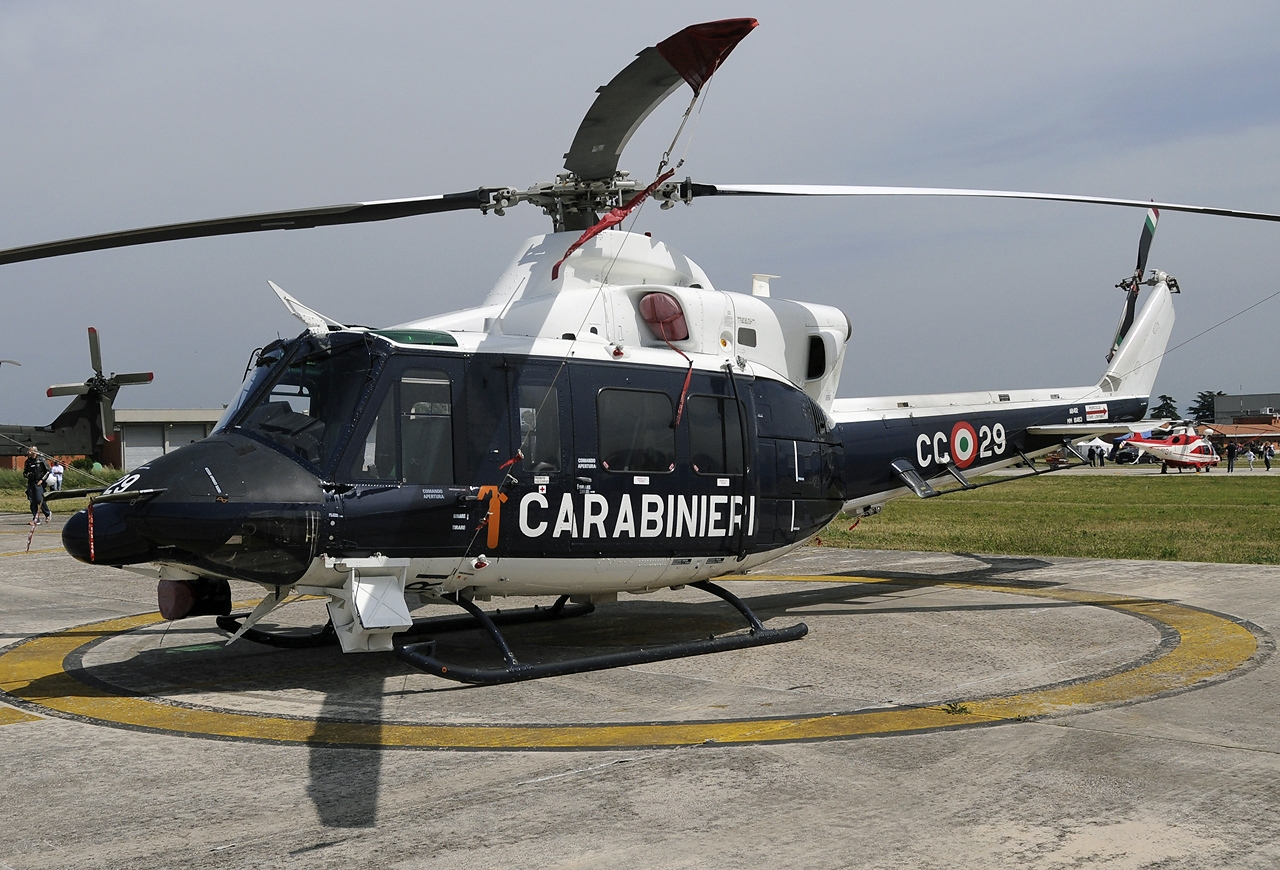
Um Agusta-Bell 412

| Aeronavet              | Origem                 | Tipo                   | Variante               | Quantidade             | Notas                             |                        |
| Aeronaves de asas fixa | Aeronaves de asas fixa | Aeronaves de asas fixa | Aeronaves de asas fixa | Aeronaves de asas fixa | Aeronaves de asas fixa            | Aeronaves de asas fixa |
| ---------------------- | ---------------------- | ---------------------- | ---------------------- | ---------------------- | --------------------------------- | ---------------------- |
| Piaggio P180 Avanti    | Itália                 | Patrulha               | Avanti II              |                        |                                   |                        |
| Helicópteros           |                        |                        |                        |                        |                                   |                        |
| Agusta-Bell AB412      | Itália                 | SAR / Utilitário       | 412SP/HP               |                        | Produzido sob licença pela Agusta |                        |
| AgustaWestland AW109   | Itália                 | Utilitário/ Patrulha   | 109A/E/Mk.II           |                        |                                   |                        |